# Superalgebra
In matematica e in fisica teorica una superalgebra è una {\displaystyle \mathbb {Z} _{2}}-algebra graduata. Vale a dire, si tratta di un'algebra su un anello commutativo o un campo che si decompone in un pezzo "pari" e uno "dispari" ossia è un operatore moltiplicativo che rispetta la separazione in pezzi "pari" e "dispari".
Il prefisso "super" deriva dalla teoria della supersimmetria in fisica teorica. Le superalgebre e le loro rappresentazioni, i supermoduli, forniscono un quadro algebrico per la formulazione della supersimmetria. Lo studio di tali oggetti a volte è pure chiamato super algebra lineare. 

## Definizione formale
Sia {\displaystyle K} un fissato anello commutativo; nella maggior parte delle applicazioni {\displaystyle K} è un campo come quello dei reali o dei complessi.
Una superalgebra su {\displaystyle K} è un {\displaystyle K}-modulo {\displaystyle A} con una decomposizione in una somma diretta:
{\displaystyle A=A_{0}\oplus A_{1},}
con una moltiplicazione bilineare {\displaystyle A\times A\to A} tale che
{\displaystyle A_{i}A_{j}\subseteq A_{i+j}}
con gli indici considerati modulo 2.